# Sh2-306
Sh2-306 est une nébuleuse en émission visible dans la constellation de la Poupe.
Elle est située dans la partie nord-ouest de la constellation, à environ 11° ESE de Sirius, l'étoile la plus brillante du ciel nocturne. Elle apparaît comme un nuage large et très faible, à tel point que des instruments semi-professionnels sont nécessaires pour la détecter. La meilleure période pour l'observer dans le ciel du soir se situe entre décembre et avril et sa déclinaison méridionale la rend plus facile à observer depuis les régions du sud.
Il s’agit d’une grande et faible région H II située sur le bord le plus au sud et le plus chaud d’une grande superbulle connue sous le nom de GS234-02. Cette structure aurait pris naissance à la suite de l'explosion de plusieurs dizaines de supernovae, favorisant les phénomènes de formation d'étoiles dans les nuages moléculaires accumulés sur ses bords, parmi lesquels Sh2-306 elle-même. Le nuage est ionisé par une géante bleue de classe spectrale O9,5III cataloguée comme SLS 467, qui apparaît à une magnitude de 11,14. A cela s'ajoutent probablement d'autres étoiles de classe O et B situées à proximité.